# Engenheiros do Hawaii
Engenheiros do Hawaii foi uma banda brasileira de rock formada no início de 1985 na cidade de Porto Alegre. Com a exceção de um pequeno hiato no final de 1996 e início de 1997, o grupo esteve na ativa até abril de 2008, quando foi anunciada uma "pausa por tempo indeterminado". Em todo esse período, foi liderado pelo multi-instrumentista Humberto Gessinger, único membro a permanecer em todas as formações da banda. Com mais de 20 discos lançados - entre álbuns de estúdio, ao vivo, coletâneas e álbuns de vídeo -, conquistou mais de uma dezena de certificações por vendagem, com mais de 3 milhões de discos vendidos. Também, em todo o período de atividade, mais de 15 músicos fizeram parte da banda, sendo os mais conhecidos - fora Gessinger - Marcelo Pitz, Carlos Maltz, Augusto Licks, Adal Fonseca, Luciano Granja e Lucio Dorfman.
O grupo iniciou a carreira em 1985, na cidade de Porto Alegre e, no ano seguinte, lançou seu primeiro álbum, Longe Demais das Capitais, que já conseguiu uma certificação. A formação inicial do grupo lançou apenas este disco. Em 1987, a entrada de Augusto Licks na guitarra produziu a formação mais estável e de maior sucesso da banda, alcunhada de GLM e durou até novembro de 1993, mudando o patamar do grupo que se tornou o principal nome do rock nacional. Nos anos seguintes, a banda experimentaria diversas mudanças de instrumentistas, que passaram a ser músicos contratados e não membros igualitários a Humberto, único remanescente em todas as formações da banda. A partir de 2004, o grupo lançou dois discos acústicos em sequência, ficando em turnê neste formato até o seu fim, em abril de 2008.
Os principais sucessos do grupo são as canções: "Toda Forma de Poder", "Infinita Highway", "Terra de Gigantes", "Somos Quem Podemos Ser", "Alívio Imediato", "O Exército de um Homem Só I", "Era um Garoto que como Eu Amava os Beatles e os Rolling Stones", "Pra Ser Sincero", "O Papa É Pop", "Herdeiro da Pampa Pobre", "Ninguém = Ninguém", "Parabólica", "A Promessa", "A Montanha", "Eu que Não Amo Você", "3ª do Plural" e "Até o Fim".

## História

### O início: formação do grupo
No final de 1984, aconteceu uma greve dos professores que paralisou as aulas na Faculdade de Arquitetura da UFRGS. Por esta ocasião, as aulas estenderam-se para o ano seguinte, obrigando os estudantes a inventarem maneiras de se divertirem no verão porto-alegrense, já que, normalmente, as famílias de classe média e média alta - faixa de renda da maioria dos estudantes naquela época - viajavam para as praias de Santa Catarina. Uma das ideias para isto, foi a promoção de um show da banda de rock de um dos estudantes (chamada Ritual). Logo, surgiu entre os estudantes que organizavam a apresentação a ideia de abrir o espetáculo com a apresentação de uma banda formada somente pelo pessoal que estudava arquitetura. Assim, um dos organizadores - Carlos Maltz, que tocava bateria e já havia participado de outras bandas - resolveu ir atrás dos alunos que ele sabia que tocavam algum instrumento. Foi assim que ele recrutou Carlos Stein (guitarra) - que ele conhecia por já terem tocado juntos; Humberto Gessinger (vocal e guitarra) - que Maltz só conhecia de vista, mas admirava intelectualmente; e Marcelo Pitz (baixo) - que tinha vindo recomendado por ter tocado em bandas pela noite de Porto Alegre.
Enquanto se preparavam, veio a notícia de que a atração principal - a banda Ritual - havia perdido o vocalista. Sendo assim, o show deles seria instrumental e ficou acordado que não poderia ser o evento principal. Logo, inverteu-se a ordem das apresentações. O grupo fez, no máximo, 2 ou 3 ensaios antes do show. Humberto desistiu das canções que havia escrito na adolescência e que guardava em uma velha pasta e decidiu compor músicas novas, mais adequadas ao espírito daquele show - que deveria ser o único da banda. O nome do grupo foi escolhido a partir de uma lista que Humberto produziu e da qual ele preferia Frumelo & Os 7 Belos, fazendo referência a duas marcas de balas muito vendidas à época. Entretanto, a maioria da banda preferiu o nome Engenheiros do Hawaii, tirado de uma das canções que eles apresentariam e que tirava sarro dos estudantes de engenharia civil - com quem tinham uma certa rivalidade - e que visitavam o bar frequentado pelo pessoal da Arquitetura atrás das meninas, muito mais numerosas neste curso do que no outro naquela época.
Os colegas que ficaram responsáveis pela produção e divulgação da apresentação investiram bastante tempo, o que ficou patente pelo comparecimento do público - testemunhas oculares falam em mais de 500 pessoas - e pela divulgação no jornal Zero Hora de uma nota que informava sobre a realização do espetáculo. O festival aconteceu em 11 de janeiro de 1985, mesmo dia do início do primeiro Rock in Rio. A agora banda de abertura, Ritual, tocou 12 músicas em um show que durou aproximadamente 45 minutos. Na sequência, entram os Engenheiros com um visual completamente assimétrico, anunciando a união de elementos díspares pela qual o grupo ficaria conhecido: cabelos estilo new wave, camisas floridas havaianas e bombachas.
O repertório do primeiro show já mostrava uma certa ousadia da banda que, apesar de ter sido montada para durar apenas aquela apresentação, tocou 11 músicas, sendo que 6 eram autorais. E mesmo os covers compunham-se de uma música instrumental (o tema do seriado Hawaii Five-O, uma espécie de piada com o nome da banda), dois jingles (do biscoito Sem Parar e do Extrato de tomate Elefante), e apenas duas canções de música popular: "Lady Laura", de Roberto Carlos; e "Rebelde sem Causa", do Ultraje a Rigor. Entre as músicas autorais ("Spravo", "Porto Alegre", "Eu Não Sei", "Marta", "História" e "Engenheiros do Hawaii"), apenas "Spravo", "Engenheiros do Hawaii" e "História" teriam registros em gravações da futura banda: as duas primeiras seriam registradas nas demos que antecederam as gravações do primeiro disco e chegariam a tocar nas rádios gaúchas; a segunda tornaria-se a canção "e-Stória", do disco Surfando Karmas & DNA, lançado em 2002. Com esta formação em quarteto, o grupo faria apenas mais um show, em fevereiro, no mesmo local, só que, desta vez, abrindo para a banda Os Eles. Carlos Stein viajou com a família de férias após este show e a banda achou que soava melhor como trio, levando à saída do guitarrista. A banda passou a tocar em diversos lugares da capital gaúcha: a maioria salões dos centros acadêmicos das faculdades locais, mas, também, alguns poucos bares e boates, onde conhecem Júlio Reny - abrindo para a sua banda - e Augusto Licks - que trabalhou como técnico de som em uma das apresentações.

### Sucesso local: rádios e oRock Unificado
A partir de abril de 1986, o grupo começa a gravar demos e enviá-las às rádios da capital, especialmente à Ipanema FM, que aceitava tocar na sua programação canções não gravadas de modo profissional. Assim, gravam seis músicas: "Causa Mortis" e "Engenheiros do Hawaii", em abril; "Spravo", em maio; "Segurança", em junho; e "Nada a Ver" e "Sopa de Letrinhas", em julho. "Spravo", "Segurança" e "Sopa de Letrinhas" se tornam hits locais e o grupo passa a excursionar também pelo interior do estado, algo que a maioria das bandas gaúchas da capital não fazia. Com a movimentação que provocavam pelos shows que faziam e pelas músicas que tocavam nas rádios, receberam um convite para participarem do Rock Unificado, festival de bandas que aconteceria no ginásio Gigantinho, no dia 11 de setembro de 1985. Este festival foi muito importante para a cena local, marcando o início da nacionalização do rock gaúcho. Dez bandas se apresentaram e um olheiro da RCA, presente ao espetáculo, selecionou 4 delas - mais o DeFalla, que não participou do show - para participarem de uma coletânea que seria lançada nacionalmente, Rock Grande do Sul.
Os Engenheiros estavam entre as bandas selecionadas. No final daquele ano, as bandas viajaram aos estúdios da gravadora para registrarem 2 canções cada para a coletânea. Enquanto DeFalla e TNT gravaram suas participações no Rio de Janeiro, Engenheiros, Os Replicantes e Garotos da Rua foram para São Paulo. Aquilo fez diferença no resultado final: as duas primeiras bandas tiveram menos liberdade artística por estarem mais perto da matriz da gravadora, que também ficava naquela cidade. Em São Paulo, as bandas foram produzidas por Luiz Carlos Maluly - que teve de abandonar a produção pela metade - e Reinaldo Barriga. Como era um produtor mais novo, Barriga deixou que as bandas ficassem mais soltas no estúdio e permitiu algumas experimentações: os Engenheiros, por exemplo, tiveram a autorização para adicionar acordeão na introdução de "Segurança". As gravações ocorreram em 4 dias de novembro daquele ano e a banda teve que utilizar instrumentos emprestados da gravadora para tal: a primeira guitarra profissional de Humberto só seria comprada no final do ano, por exemplo, e ele continuava utilizando sua Giannini semiacústica.
Antes dessa gravação, em 26 de setembro de 1985, a banda ainda gravou outra demo no estúdio da ISAEC, em Porto Alegre, com 7 faixas: "Toda Forma de Poder", "Longe Demais das Capitais", "Nossas Vidas", "Todo Mundo É uma Ilha", "Fé Nenhuma" e novas versões de "Nada a Ver" e "Spravo". O lançamento do disco coletivo, no final de janeiro de 1986, deu oportunidade para a banda tocar pela primeira vez fora do Rio Grande do Sul: foram 3 shows em março, feitos em boates de São Paulo, além de uma aparição no Clube do Bolinha. O lançamento do disco também mostrou quais eram as bandas em quem a gravadora mais apostava: Engenheiros teve suas músicas escolhidas como a primeira do Lado A e a segunda do Lado B; Os Replicantes colocou "Surfista Calhorda" como segunda do primeiro lado; e, finalmente, os Garotos da Rua saíram com "Tô de Saco Cheio" abrindo a segunda parte. Junto com o lançamento, a banda produziu um videoclipe de modo praticamente artesanal para a música "Sopa de Letrinhas".

### Longe demais: os Paralamas do sul
A partir de maio, eles começaram a gravar o seu álbum de estreia, nos estúdios da RCA em São Paulo, com produção do mesmo Reinaldo Barriga que produziu as músicas do grupo na coletânea. Enquanto isso, a banda continuava fazendo seus shows. Os mais importantes foram quatro noites em setembro, no Teatro Presidente. A série de shows deveria ser o lançamento do disco - e da turnê Toda Forma de Tour, mas o álbum teve o seu lançamento atrasado e acabou saindo apenas em outubro. A gravadora investiu na divulgação do disco tanto que, em 30 de outubro, o clipe de "Sopa de Letrinhas" foi exibido na grade de programação da MTV americana, sendo o primeiro vídeo musical de rock brasileiro a ser exibido naquele canal. Na mesma semana, a banda gravou outro videoclipe, para a canção "Toda Forma de Poder", que a gravadora estava lançando como single. Ainda, a música foi incluída na trilha sonora da novela Hipertensão, da TV Globo, exibida entre outubro daquele ano e abril do ano seguinte. Com esta divulgação e com a participação da banda em diversos programas de TV, o disco seria um sucesso nacional, vendendo mais de 130 mil cópias no ano de seu lançamento e rendendo o primeiro disco de ouro do grupo.
A turnê que começou em setembro durou 9 meses, acabando com o último show em Garibaldi, no dia 20 de junho de 1987: este seria o último show do grupo com Marcelo Pitz no baixo. Porém, a sua saída já estava decidida desde abril e o seu substituto - o guitarrista Augusto Licks - já ensaiava com a banda desde o dia 8 de junho. Inclusive, a informação sobre a troca seria publicada na imprensa gaúcha dois dias antes. Muita controvérsia paira em torno da saída do baixista dos Engenheiros. Desde o início, sempre ficou claro que Pitz não era da mesma "turma" que Humberto e Carlos. O baixista já havia sido hippie e punk antes de entrar para a banda. Além disso, já havia tocado em uma banda de jazz e tinha mais experiência musical com seu instrumento do que Maltz e Gessinger. O próprio baixista chegou a dar duas declarações sobre sua saída: logo após a saída, ele disse que era uma "saída amigável" e que havia diferenças musicais, sendo que cada um estava com algo diferente na cabeça; 4 anos depois, ele alegou que havia muita disputa e concorrência no ambiente da música pop e que "não estava a fim daquele tipo de vida".
Entretanto, as biografias sobre a banda dão conta de que o clima entre Humberto e Carlos, de um lado, e Marcelo, de outro, não era bom durante a turnê. Os dois primeiros gostavam de fazer brincadeiras e aplicar trotes; e Pitz era um alvo frequente. Não só dos dois companheiros de banda, mas também da equipe que acompanhava o grupo. Com isso, a relação entre eles foi sempre fria e profissional. Após a saída, por exemplo, Humberto informou uma coluna do jornal Zero Hora - pedindo anonimato - que o baixista havia saído para cuidar de seu primeiro filho, apenas para Pitz entrar em contato com a coluna, alguns dias depois, esclarecendo que aquilo não era verdade.

### A revolta: início das polêmicas
Com a decisão sobre a saída de Pitz, em abril de 1987, a banda continuou excursionando para cumprir as datas contratadas. Assim, em maio, após show em Belém, no dia 9, o grupo voa para o Rio de Janeiro, onde Nei Lisboa gravava um disco (Carecas da Jamaica) no qual eles fariam uma participação especial, retribuindo o favor de Nei que participou dos vocais da faixa "Toda Forma de Poder", do álbum anterior da banda. Assim, no dia 11, os três foram aos estúdios da EMI-Odeon e gravaram a faixa-título, juntamente com Nei e Augusto. Após a gravação, Licks convida Carlos para irem ao show do Echo & the Bunnymen, banda de new wave inglesa que se apresentaria naquela noite no Canecão. Maltz aceita o convite e ambos conversam bastante e trocam telefones. Mais tarde, no mesmo dia, Carlos sugere a Humberto que convidem Augusto para entrar na banda, o que o vocalista prontamente aceita. Em seguida, Maltz liga para Licks e o convida, ficando o guitarrista de pensar na proposta e dar uma resposta. Augusto conversaria ainda com Nei Lisboa antes de aceitar a proposta.
Com Gessinger assumindo o baixo - o modelo Rickenbacker 4003 que compraria do próprio Pitz em troca de sua Fender Telecaster, Augusto passa a ser o guitarrista da banda, que começa a ensaiar para o novo disco a partir de junho, embora ainda cumprissem datas com Pitz até o final daquele mês. Como Carlos e Humberto já ensaiavam sozinhos as canções do novo disco, Augusto teve problemas para se encaixar naquele som. Humberto havia desenvolvido um jeito bem próprio de tocar, repleto de frases e com linhas melódicas. Ainda, Humberto tocava seu baixo com palheta e com a afinação uma oitava acima da afinação comum de um baixo, o que deixava o registro mais agudo e com volume mais alto, preenchendo espaços sonoros que deveriam ser preenchidos pela guitarra. Além disso, Augusto se propôs a realizar um som no disco que pudesse ser reproduzido nos shows ao vivo, utilizando-se, portanto, do mínimo de overdubs o possível.
O disco é lançado em 15 de outubro de 1987, com o título de A Revolta dos Dândis. A banda muda o direcionamento musical, abandonando o reggae e o ska e adotando uma sonoridade que remetia ao rock dos anos 1970 e, também, à influência de Bob Dylan, que Humberto estava ouvindo na época. Além disso, a banda aumenta a quantidade de citações existencialistas em suas letras - sendo o primeiro álbum em que Gessinger utiliza as canções da "velha pasta" da sua adolescência, bem como procedimentos autoirônicos e autorreferenciais que eram vistos como elitistas e arrogantes por criticarem o próprio movimento de rock brasileiro dos anos 1980, do qual faziam parte. A gravadora não confiava muito no álbum e o disco venderia bem menos do que o seu antecessor - pouco mais de 50 mil cópias em seu primeiro ano, mas, ainda assim, produziria dois hits nas rádios a partir do primeiro semestre de 1988: "Terra de Gigantes" e, principalmente, "Infinita Highway".

### Primeiro time do rock nacional
No início da turnê que se seguiu ao disco (a Infinita Tour, que começou com show em Joinville, no dia 12 de setembro), a banda teve bastante dificuldades de acertar o som como um trio, devido às duas inexperiências: de Gessinger com seu novo instrumento; e de Licks com a nova banda. Assim, o guitarrista teve que abandonar diversos arranjos que tinha construído para o disco - e que funcionavam bem na gravação - por arranjos mais simples e que "preenchessem" mais o som da banda. O guitarrista precisou, também, desenvolver outra postura de palco - já que ficava muito parado ao tocar - e outra persona, mudando a sua aparência com gel no cabelo, óculos quadrados e camisa abotoada até o pescoço. Um visual que o próprio Augusto chamava de Clark Kent, o alter ego do personagem dos quadrinhos da DC Comics, o superman. Assim, a partir dos shows de início de março no Teatro Ipanema, no Rio de Janeiro, o grupo passaria a ser elogiado por sua presença de palco, pela energia das apresentações e pela intimidade com os instrumentos que demonstrava. Por exemplo, em 16 de julho de 1988, a banda fez uma apresentação no festival Alternativa Nativa, no Maracanãzinho. A Legião Urbana havia feito shows sozinha nos dois primeiros dias e os Paralamas se apresentariam no último. Neste dia, os Engenheiros abriram para o Capital Inicial e tiveram o show muito elogiado pela imprensa, sendo considerado muito superior ao da banda brasiliense, e o melhor do festival. Nem o tombo que Humberto sofreu na primeira música - "Longe Demais das Capitais", quando quebrou uma tarraxa do seu baixo, atrapalhou a apresentação. Significativa foi a matéria do Jornal do Brasil do dia 18 com o título "Vitória dos Dândis" que enaltecia o show da banda que considerou o melhor do festival.
Foi ainda no mesmo julho de 1988 que o grupo começou a gravar o próximo álbum, Ouça o que Eu Digo: Não Ouça Ninguém, que seria lançado apenas em dezembro. Após dois discos produzidos por Reinaldo Barriga - afora as faixas presentes na coletânea Rock Grande do Sul, este álbum foi produzido por Luiz Carlos Maluly. O disco representa uma espécie de transição no som da banda: embora tenha diversos elementos que remetam ao disco anterior - desde o projeto gráfico até a diversidade sonora, o álbum aponta para um som mais pesado e com maior participação de soluções tecnológicas (como teclados e sintetizadores), o que contrastava com a simplicidade e com o som que remetia, muitas vezes, ao folk rock do disco anterior. Este é o primeiro álbum da banda que recebeu bastante atenção da crítica especializada, confirmando a mudança de patamar que os shows da banda já apontavam. Ainda assim, os críticos dividiram-se em relação ao álbum, com a grande maioria - entre favoráveis e desfavoráveis - ressaltando as semelhanças deste disco com o anterior. O álbum renderia dois singles: a faixa-título e, principalmente, "Somos Quem Podemos Ser", maior sucesso do disco. Além disso, é o primeiro disco que traz parcerias entre o guitarrista e o baixista, mostrando que Augusto estava mais entrosado com o resto do grupo.
O final de 1988 também marca duas mudanças centrais para o grupo: a mudança física dos membros de Porto Alegre para o Rio de Janeiro; e a mudança de empresários que profissionalizaria definitivamente as turnês do grupo, com a contratação da Showbras. Também, Augusto faz uma viagem para Nova Iorque em dezembro, quando compra um violão Guild Songbird e um sistema de conexão com o amplificador sem fio. No início do ano seguinte, para a nova turnê, Humberto convenceu Augusto a comprarem instrumentos da mesma marca, a estadunidense Steinberger, famosa por construir instrumentos sem cabeça ou mão e com microafinação. Com isto, a banda consolidava sua sonoridade e a transição de Licks para ser um verdadeiro "Engenheiro do Hawaii".

### O primeiro disco ao vivo
A nova turnê - Variações sobre a Mesma Tour - começou em no Canecão, no Rio de Janeiro, em dois fins de semana consecutivos de fevereiro (dias 17, 18 e 19, e 24, 25 e 26). Foi mais uma turnê nacional da banda, mas esta teve duração menor, encerrando com dois shows no Projeto SP, em 24 e 25 de junho do mesmo ano. No dia 6 de julho, o grupo receberia um disco de ouro pelo seu terceiro trabalho - o segundo da carreira. O segundo disco também já havia passado da marca, mas não havia feito isto no período de 1 ano que era exigido para a certificação. A banda havia crescido bastante, tanto em público e vendagens, quanto em prestígio com a sua gravadora. O que mostra isso é a estrutura que a BMG - que havia finalizado a aquisição da RCA em 1987 - recrutou para o disco ao vivo que a banda pretendia gravar na sequência: praticamente um estúdio inteiro foi desmontado e remontado no Canecão para a gravação. Além disso, um sistema quadrifônico de captação foi montado para tentar gravar a interação público e banda que ocorria nos shows, já que o grupo via a plateia como o "quarto elemento da banda". Também, a banda decidiu registrar duas canções em estúdio e utilizou-se fortemente de instrumentos eletrônicos nestas canções, tocados por músicos de estúdio convidados: estas canções de estúdio - "Alívio Imediato" e "Nau à Deriva" - já mostram a direção musical que a banda passaria a seguir nos álbuns posteriores.
Após a gravação do disco, e enquanto este era mixado, o grupo seguiu para uma "pequena turnê" pela União Soviética: não era uma turnê, oficialmente, já que a banda não entrou no país com visto de trabalho, mas apenas de turismo. As apresentações foram motivadas por uma aproximação entre os executivos da gravadora da banda - a BMG - com aqueles do selo soviético Melodia. Os Engenheiros fizeram cinco apresentações em três datas em um teatro de Moscou, abrindo para a banda local Chorny Kofe. Os shows contaram com ocorrências esquisitas: por exemplo, os horários das apresentações eram incomuns se comparados ao praticado aqui - com apresentações ocorrendo ao meio-dia ou às 16:30; ainda, o público variava bastante com algumas apresentações sendo feita sob casa cheia e outras com o teatro completamente vazio; finalmente, o cachê do grupo era considerado alto para os padrões locais. Havia, também, a previsão de shows em Leningrado e a captação de imagens para a gravação de um videoclipe, mas os planos foram abortados. Ao final, a banda descobriu que não teria como converter o dinheiro local em uma casa de câmbio e, assim, gastaram o que conseguiram no país e doaram a sobra para o seu guia local.
O álbum foi lançado em outubro de 1989 e a banda concedeu uma longa entrevista para a revista Bizz - a principal publicação sobre música na época - que, inclusive, foi capa da edição daquele mês. Ainda, a banda saiu em turnê - a Alívio & Mídia Tour - para promover o disco. Como resultado, o álbum vendeu mais de 150 mil cópias no ano de seu lançamento, rendendo o terceiro disco de ouro para o grupo. Apesar das altas vendagens, a imprensa especializada nacional - especialmente a Folha de S.Paulo e a citada revista Bizz - continuava a escrever resenhas negativas para os discos da banda. Afora a turnê, os Engenheiros também participaram da campanha de Leonel Brizola nas eleições de 1989, realizando três "showmícios" em apoio ao candidato do PDT: em Betim, em Minas Gerais; na Cinelândia, no Rio; e em Maringá, no Paraná. Na primeira dessas apresentações, devido ao atraso do candidato, a banda tocou pela primeira vez a canção "Era um Garoto que como Eu Amava os Beatles e os Rolling Stones", que passaria a fazer parte do repertório daquela turnê, com uma forte resposta do público.
Em janeiro de 1990, aconteceu em São Paulo e no Rio de Janeiro - no Estádio do Morumbi e na Praça da Apoteose, respectivamente - a terceira edição do festival Hollywood Rock. Os Engenheiros tocaram na segunda noite em cada uma das cidades (dias 19 e 26, respectivamente), tendo os shows sido muito saudados pela imprensa. Se antes das apresentações a imprensa paulista tinha dúvidas sobre a apresentação da banda - esvaziando, inclusive, uma coletiva de imprensa como forma de esnobar o grupo; após o show os jornalistas chegaram a aplaudir o grupo na sala de imprensa. No Rio de Janeiro, pelo contrário, a imprensa foi muito mais favorável, com Jamari França, no Jornal do Brasil, chamando a apresentação do grupo de "melhor concerto da noite". O ponto alto dos shows foi a execução de "Era um Garoto Que como Eu Amava os Beatles e os Rolling Stones" em que Licks solava diversos hinos e, ao final, puxava os jingles das campanhas de Brizola e Lula - que haviam sido derrotados nas eleições pouco mais de 1 mês antes - para delírio da multidão que cantava junto. Após o show, Augusto foi visitado por Richie Sambora, do Bon Jovi, que queria elogiá-lo e perguntar sobre o som limpo que ele havia conseguido na gravação de estúdio de "Infinita Highway".

### A maior banda de rock do Brasil
No início de 1990, Augusto viajou novamente à Nova Iorque para comprar instrumentos musicais. Desta vez, foi direto ao showroom da Gibson, que comercializava as guitarras Steinberger. Ao conversar com o pessoal do lugar se identificou como guitarrista de uma banda de rock brasileira. Rapidamente o gerente foi chamado e Augusto foi convidado para ser endorsee da marca no Brasil, o que permitiria que ele customizasse modelos e tivesse descontos. Foi nesta ocasião que ele comprou a sua Steinberger branca que aparece na capa do disco seguinte da banda, O Papa É Pop. A banda, durante a turnê, já começa a pensar neste próximo disco: Humberto e Carlos passam a programar em uma "drum machine" Dynacord as baterias do próximo álbum. Assim, após cumprir as datas da turnê, o grupo entra em estúdio para gravar o disco, tomando a decisão de dar um passo a frente na sua carreira: se autoproduzir. Desse modo, a partir do dia 2 de julho, eles entram em estúdio e começam a gravação, dividindo o dia em 3 partes, com cada um gravando em um turno: Carlos de manhã, Humberto à tarde, e Augusto à noite. Desse jeito, todos teriam liberdade para gravar suas partes e Humberto poderia encontrar os dois quando chegava e quando saía para passar instruções ou discutir algum pormenor.
Em dois meses, a banda gravaria e mixaria o disco, lançando ele em setembro de 1990. Este álbum consolidaria a mudança da sonoridade da banda já projetada com as duas canções de estúdio do álbum anterior: antes avessa a instrumentos eletrônicos, o grupo agora utilizava sintetizadores, sequenciadores, "drum machine" e pedaleira MIDI. A mudança, entretanto, não era fortuita. Ela pretendia servir ao projeto do disco que pretendia colocar em questão a fronteira que acreditava-se existir, especialmente no rock da época, entre arte e entretenimento. Como interessava questionar estas fronteiras e estes padrões, o grupo não exitou também em fazer referências ao rock progressivo, utilizando-se de colagens de sons, mudanças de andamento e gênero musical, além de trechos melódicos mais intrincados em que guitarra e baixo faziam duetos. A recepção da crítica - especialmente a paulista - continuou extremamente negativa, com a Folha de S.Paulo e a revista Bizz fazendo críticas fortes a diversos aspectos do álbum, especialmente ao processo de composição das letras. O público, por outro lado, foi muito receptivo ao trabalho do grupo: os quatro singles do disco - "O Exército de um Homem Só I", "O Papa É Pop", "Era um Garoto Que como Eu Amava os Beatles e os Rolling Stones" e "Pra Ser Sincero" - foram muito tocados nas rádios. Desse modo, o álbum rendeu o primeiro e único disco de platina da banda gaúcha, atingindo vendagem superior a 350 mil cópias no ano de seu lançamento.
Atingir aquela cifra e receber a certificação foi extremamente impactante para a gravadora na época em que o Plano Collor havia confiscado valores da população para tentar controlar a inflação através de uma recessão econômica induzida, o que provou a força da base de fãs da banda que continuaram consumindo os produtos do grupo mesmo naquele cenário. Também, as vendagens do rock nacional vinham diminuindo porque a onda estava dando sinais de desgaste com o surgimento de uma nova música sertaneja. No final do ano, em uma pausa da turnê, Augusto foi novamente a Nova Iorque e comprou mais uma guitarra Steinberger, agora uma GM4T/GM12 vermelha, isto é, uma guitarra com braço duplo: uma guitarra de 6 e outra de 12 cordas juntas.
Em janeiro de 1991, a banda volta com tudo à turnê O Papa É Pop Tour. Esta turnê passou a incluir uma enorme prateleira de metal que era operada por um dos roadies contendo diversos disquetes que deveriam ser trocados conforme a música que era executada e que eram acionados por pedaleiras MIDI pelos três membros da banda. Cada disquete continha um som pré-gravado - como a introdução de "O Papa É Pop" cantada pelos Golden Boys - que deveria ser executado em algum momento do show. No 21 de janeiro, no Maracanã, o grupo participou da segunda noite do Rock in Rio II, fazendo o terceiro show - o último dos artistas nacionais - após Vid & Sangue Azul e Supla, e antes das atrações internacionais do dia: Billy Idol, Carlos Santana e INXS. O show foi bem recebido por um público empolgado de 100 mil pessoas, e conseguiu elogios do crítico do The New York Times e principal crítico do jornal novaiorquino, Jon Pareles, elogiou o grupo e a sua simbiose com o público, chamando suas canções de "cuidadosamente trabalhadas" e comparando o som da banda com Loggins & Messina, Sting, The Who, Elton John e John Cougar Mellencamp. Mas a apresentação rendeu gafes na cobertura da Folha de S.Paulo. Em uma crítica bastante negativa não só à banda, mas também ao público, Luís Antônio Giron erra o nome - grafando "Guessinger" - e o instrumento - escrevendo que ele toca guitarra - de Humberto.

### Variáveis
Com a estreia da MTV Brasil, em outubro de 1990, inicia-se uma demanda por videoclipes das bandas nacionais. Assim, não só O Papa É Pop levaria ao lançamento de 3 clipes - para "Era um Garoto Que como Eu Amava os Beatles e os Rolling Stones", "O Papa É Pop" e "Exército de um Homem Só I" - como o canal se encarregaria de produzir mais 2 clipes com imagens de um show da banda no Palace, em São Paulo: "Refrão de Bolero" e "Pra Ser Sincero". Assim, no início de 1991, também a música de 1987 passaria a ser executada nas rádios, rendendo mais um sucesso radiofônico ao grupo gaúcho. A banda não pretendia lançar nenhum álbum neste ano e, em maio, cada integrante viajou para um lugar para descansar: Augusto foi para Nova Iorque, Carlos para a Europa e Humberto para Gramado. Entretanto, Gessinger chamou os companheiros de banda para gravarem a partir de agosto, porque tinha muito material e, se deixassem para o fim do ano, teriam que lançar um álbum duplo, o que não queriam. O problema era que não conseguiriam horários nos estúdios da gravadora, tendo que recorrer ao aluguel de um estúdio particular.
Com as gravações estendendo-se entre agosto e setembro, o álbum - Várias Variáveis - seria lançado apenas em novembro daquele ano. Este disco marca um retorno à sonoridade de Ouça o que Eu Digo: Não Ouça Ninguém, o que fica claro até pela sua capa que encerra a trilogia das cores da bandeira do Rio Grande do Sul. Isto foi percebido pela crítica e refletiu-se em uma recepção melhor deste disco. Ele é um álbum com bastante guitarras distorcidas, embora conte com a presença de violão e de baladas conduzidas pelo piano, bem como continue o uso extensivo de instrumentos eletrônicos, embora tenham abandona a "drum machine" em proveito de uma bateria acústica. O disco foi novamente autoproduzido pela banda e contou com o lançamento de um único single, "Herdeiro da Pampa Pobre", um cover do Gaúcho da Fronteira, em uma tentativa da gravadora de repetir a fórmula do álbum anterior. Ainda assim, houve o lançamento de três videoclipes - o já citado single, e versões ao vivo de "Piano Bar" e "Muros e Grades", mostrando uma mudança na estratégia de promoção da gravadora a partir da emergência da MTV Brasil. Este disco representa, ainda, uma baixa das vendagens do álbum anterior, com mais de 150 mil cópias vendidas no ano de seu lançamento, rendendo mais um disco de ouro e retornando ao patamar dos álbuns lançados no final da década anterior.
Após as gravações, a banda saiu novamente em turnê para promover o disco, a Várias Variáveis Tour. Esta turnê teve dois momentos marcantes: o show no Ginásio do Ibirapuera, em São Paulo, que foi gravado e exibido pela TV Globo como especial de fim de ano; e a apresentação de 11 de julho de 1992, quando a banda lotou sozinha o Maracanãzinho, 4 anos depois da apresentação no mesmo lugar no festival Alternativa Nativa, o que deixava patente a mudança de patamar do grupo. Nesta turnê, a banda começa a ter problemas em diversificar seu repertório, já que boa parte dele já estava tomado por sucessos antigos que eram considerados obrigatórios por Humberto, que era quem decidia o set list, e, com as novas baladas conduzidas pelo piano ou teclado, ficava maior o trecho em que ele tocava sentado. Assim, muitas canções dos dois últimos álbuns e do seguinte ou seriam tocadas apenas algumas vezes ao vivo, ou jamais seriam tocadas ao vivo com essa formação. Exemplo do primeiro grupo é "Sampa no Walkman" - tocada apenas duas vezes ao vivo. Do segundo, temos "Sala VIP" e "Não É Sempre", por exemplo. Além disso, é nesta turnê que o clima na banda começa a ficar mais pesado, com o excesso de shows e de convivência.

### GLM: o início do fim
O início dos anos 1990 marca o pico da produção artística de Humberto. E o álbum de estúdio lançado neste ano, Gessinger, Licks & Maltz, mostra como o cantor e compositor estava passando por um período extremamente solitário e egocêntrico: o título, que parece indicar uma união de pessoas é, neste sentido, enganador. As canções em que o vocalista toca teclados ou piano passam a dominar o disco e o número de parcerias com Augusto diminuem fortemente: apenas duas estão presentes neste trabalho. Ainda, as gravações para este disco foram feitas de modo ainda mais compartimentado, com cada integrante gravando suas partes completamente sozinhos. Mesmo os ensaios anteriores às gravações foram escassos: Humberto entregou as músicas e deixou que cada um gravasse como queria, sem instruções que não fossem a fita demo que ele mesmo gravava enquanto compunha. Também, como quase não ensaiaram as músicas como uma banda, Gessinger teve ideias durante as gravações e mudou muita coisa no estúdio. Assim, por exemplo, "Parabólica", o grande sucesso do disco, foi gravada sozinha por Augusto e, apenas depois de a música estar pronta, Humberto resolveu adaptar a letra que tinha feito para sua filha naquela harmonia.
O álbum foi lançado em outubro de 1992 e, novamente, rendeu um disco de ouro para a banda. Para promovê-lo, foram lançados três videoclipes: 1 para "Ninguém = Ninguém" e dois para a já citada "Parabólica". Além disso, a banda saiu em uma turnê nacional, chamada de GL&M Tour. O episódio mais emblemático da turnê foram os shows no quinto Hollywood Rock, em 16 de janeiro de 1993 - no Morumbi - e no dia 23 - na Praça da Apoteose. A banda havia promovido uma enquete com o público nos shows de 4 e 6 de dezembro do ano anterior, na casa de shows carioca Imperator, para definir o setlist da banda no festival. Depois da apresentação, membros da equipe técnica da banda passaram a considerar que isto foi um erro: a música escolhida para iniciar o show, por exemplo, foi "Herdeiro da Pampa Pobre", que havia sido um sucesso nacional, mas que não era bem executada e aceita no centro do país. Também, biógrafos da banda questionam a escolha da banda para se apresentar nesta data, após a brasileira Dr. Sin - que tocava hard rock - e antes das estrangeiras L7 e Nirvana - que tocavam grunge. O público das bandas estrangeiras era bem diferente daquele dos Engenheiros. Além disso, com as críticas que o grupo recebia da crítica especializada paulista, o ambiente naquele estado era bem menos favorável à banda do que em outros lugares do Brasil. O resultado foi que o público que a banda encontrou em São Paulo foi bastante hostil: além de vaiar, arremessaram ao palco tudo que puderam encontrar, especialmente pedaços de papelão misturados com saibro molhado. No Rio, o público foi mais receptivo, mas a banda tocou menos músicas, ainda traumatizada da apresentação anterior. Nos mesmos dias, os shows da banda Nirvana - grande atração da época - ficariam conhecidos pelo próprio grupo e por sua equipe como os piores shows que a banda fez em sua curta carreira: grande parte do público saiu antes da metade do show.

### Filmes de guerra
O restante da turnê no início daquele 1993 correu com um clima de tensão no ar, como seu algo fosse acontecer. Entretanto, nada aconteceu. Após o fim da turnê, os integrantes da banda foram descansar - Augusto e Carlos, no Rio; e Humberto, em Gramado. Em sua estadia na cidade da Serra Gaúcha, o cantor e compositor tomou contato, através de uma revista, com a obra do duo de jazz Tuck & Patti e, principalmente, com a aparelhagem que o guitarrista Tuck Andress utilizava. Imediatamente, Gessinger foi até o telefone mais próximo e ligou para Licks dizendo que havia encontrado a sonoridade para o próximo álbum. Augusto, então, viajou a Nova Iorque para comprar instrumentos - guitarras semiacústicas da marca Gibson - para ele e Humberto, bem como microfones para captar os sons de vozes e instrumentos de percussão. Na volta, todos se encontraram no apartamento de Maltz, em Ipanema, para os ensaios. Humberto já chegou com o repertório definido e os ensaios correram em um clima muito bom, chegando alguns a serem gravados com uma câmara em um tripé. Porém, quando chegou a hora da gravação dos shows, o clima tenso havia voltado. A presença dos empresários da banda nas gravações também não contribuía para melhorar nada: corriam diversos boatos sobre o fim da banda.
Após as gravações, em julho de 1993 na Sala Cecília Meireles e nos estúdios BMG, a banda saiu em uma pequena turnê internacional no início de agosto, enquanto o disco era mixado no Brasil. Foram cinco shows no Japão, nas cidades de Nagoia e Iwata, e um nos Estados Unidos da América, no Palace, em Los Angeles. No país asiático, o público foi muito bom, foramdo essencialmente por decasséguis brasileiros. Já no país norte-americano, o público era muito reduzido, formado por brasileiros. A equipe também aproveitou para registrar imagens nos dois países para compor os clipes do próximo disco. Voltando ao Brasil, o álbum Filmes de Guerra, Canções de Amor foi lançado em outubro. A recepção ao disco foi bem diversificada, com a maioria da crítica especializada elogiando o trabalho como uma boa surpresa ou uma volta aos bons tempos. Entretanto, as vendas do álbum ficaram abaixo dos discos anteriores, não atingindo o patamar necessário para render mais uma certificação para a banda. Uma das possíveis razões para isso é que a turnê do disco foi interrompida apenas após alguns shows - como Porto Alegre, Florianópolis Sorocaba e São Paulo - e algumas apresentações em programas de TV - como Programa Livre, Domingão do Faustão, Bem Brasil e Clodovil em Noite de Gala.

### A saída de Licks
Em alguns desses shows e programas, o clima ruim ficou nítido e chegou a gerar manifestações de Humberto. No Programa Livre, em 17 de setembro, o vocalista toca diversas vezes de costas para Augusto, olhando apenas para Carlos. Este foi o primeiro compromisso de uma maratona naquele fim de semana. No dia seguinte, show em Sorocaba. No dia 19, show logo de manhã na USP para o Bem Brasil. Humberto protagonizou, mais uma vez, diversas cenas de irritação: gritou "acorda, Augusto" na introdução de uma canção, apesar de o guitarrista não ter que acionar nenhuma pedaleira naquela introdução; em outra música ficou gritando "guitarra, guitarra" durante o verso; na última música, Humberto procurou acelerar o andamento da música demonstrando irritação com seu instrumento. O correto em um show é passar instruções para os roadies, mas o vocalista havia usado os microfones e deixado pública sua insatisfação. Dias depois, a banda tinha um compromisso na Jovem Pan FM às 9:00, mas foi passado o horário incorreto para Augusto, fazendo com que o guitarrista chegasse atrasado ao compromisso. Na última data daquele ano, em 28 de novembro, o grupo fez um show no Olympia, em São Paulo. O show foi extremamente tenso e Humberto estava bastante desconfortável e irritado. Ainda, rolavam rumores entre a equipe e os fãs de que a banda estava acabando e de que aquele seria o último show. Na fila para entrar, alguns fãs choravam inconsolados. Após a apresentação, Augusto deu autógrafos do lado de fora e foi perguntado sobre o boato, que foi prontamente desmentido pelo guitarrista. Aquela era a primeira vez que Licks ouvia aquele rumor.
No dia seguinte, Carmela entrou em contato com Augusto e avisou que haveria uma reunião com a banda no escritório da Showbrás na terça-feira, o que era absolutamente incomum. No dia 30, Augusto foi à reunião e lá estavam a empresária e Carlos, mas nenhum sinal de Humberto. Ao perguntar sobre isso, o guitarrista foi avisado de que o vocalista não iria vir. A reunião foi se desenrolando com um papo descontraído entre Carlos e Augusto, sem nada sendo falado sobre a banda. Quando o assunto se esgotou, Maltz olhou para Licks e disse que a banda tinha acabado. Disse que o "alemão" (Gessinger) estava montando uma banda nova e que apenas Carlos havia sido convidado para tocar. Augusto entendeu o recado e disse que não havia mais nada para conversarem, então. A partir do dia 17 do mês seguinte, começaram a surgir rumores na imprensa sobre a saída de Licks. O jornal O Globo publicou uma reportagem que afirmava que o grupo havia rachado por divergências sobre o repertório acústico, que Augusto queria tocar com orquestra e que Carlos e Humberto não concordavam. Como aquilo não era verdade, os amigos de Licks aconselharam ele a não responder pela imprensa, mas a consultar uma advogada. A procuradora, Silvia Gandelman, explicou ao guitarrista que os três tinham o que a lei chama de sociedade de fato: uma sociedade que existe de verdade, mas que não está formalizada legalmente. Assim, os esforços que os três desenvolveram juntos nos últimos 6 anos eram responsáveis pelo sucesso da marca e, embora não houvesse formalização legal, os outros membros da banda não poderiam excluí-lo sem nenhuma espécie de compensação. Logo, ela disse que, na sua opinião legal, não havia banda nova coisa nenhuma: essa era apenas uma maneira de continuar o grupo sem que Augusto recebesse o que era seu de direito pela sua exclusão unilateral da sociedade. Ainda, ela argumentou que a melhor maneira de lidar com isto seria registrar a marca Engenheiros do Hawaii - que não havia sido registrada - e processar os dois outros membros de modo a garantir uma dissolução da sociedade na justiça e o pagamento de uma indenização pela exclusão unilateral da sociedade.
O guitarrista saiu da reunião com bastantes dúvidas: ele concordava com a análise que a advogada fizera da situação, mas não tinha certeza de que aquela - processar os seus ex-companheiros de banda - era a melhor maneira de lidar com a situação. Entretanto, nos dias seguintes, diversas matérias foram publicadas na imprensa com declarações de pessoas ligadas à banda garantindo que não haveria dissolução ou nova banda, mas sim uma substituição do guitarrista: uma nova formação. A partir dessas notícias, Augusto se convenceu de que estava sendo enganado e que a advogada estava certa. Ainda mais, o escritório de advocacia que representava Augusto ficou sabendo que membros da equipe da banda estavam se movimentando para registrar a marca. Assim, no dia 21, Augusto e sua então namorada constituiram uma sociedade empresária e registraram a marca. Os outros membros da banda ficaram sabendo do registro da marca em janeiro, quando membros da equipe da banda ligaram para o escritório da advogada de Augusto. A partir dali, diversas matérias com entrevistas com Carlos Maltz e declarações "em off" de membros da equipe da banda passaram a circular pelos jornais. Humberto, por sua vez, não deu declaração alguma à imprensa. Entretanto, uma declaração falsa sua foi publicada na revista Veja, naquele mesmo janeiro, criticando o guitarrista. O baterista foi responsável por algumas das declarações mais fortes sobre o ex-companheiro de banda, chamando-o de "mala" e "burocrata". Ainda, ajudou a propagar outra mentira sobre a saída de Augusto: de que Licks havia registrado a marca há mais de 3 meses, antes de sair da banda. Esta versão mentirosa foi propagada durante anos na página oficial da banda, também.
No dia 26 de janeiro, a advogada de Augusto entra com um processo em favor do seu cliente e contra os ex-companheiros de banda, pedindo duas coisas: 1- que a existência da sociedade de fato seja reconhecida e que ela seja extinta, apurando-se o que cada membro tem de direito a receber; e 2- que Humberto e Carlos paguem indenização por danos morais em razão das ofensas proferidas via imprensa. A audiência aconteceu mais de 1 ano depois, em 2 de fevereiro. Nela, os advogados do grupo ofereceram uma proposta de acordo em relação ao primeiro ponto que foi aceita por Augusto: seus ex-colegas de banda ofereciam um valor a Augusto e ficavam com a sua parte da sociedade. Quanto à segunda parte, o juiz deu ganho de causa à Augusto em sentença de 31 de março. Finalmente, ao julgar o recurso, no final do ano, os desembargadores do Tribunal de Justiça do Estado do Rio de Janeiro confirmaram a sentença de primeiro grau, mas reduziram o valor da indenização.

### Simples de coração: o fim
Ainda em dezembro de 1993, os dois membros remanescentes já haviam convidado o instrumentista que deveria substituir Licks, Ricardo Horn. Guitarrista de bandas de blues em Porto Alegre, Ricardo havia sido membro do conjunto de choro que Humberto participava quando frequentava o segundo grau no Colégio Anchieta, em Porto Alegre. Com esta formação em trio, o grupo começa a ensaiar naquele mês - embora a informação só fosse sair na imprensa em janeiro de 1994 - e passa a excursionar pelo país a partir de maio. A sonoridade da banda é bastante afetada pela mudança de membro e o grupo adquire uma sonoridade de banda de garagem. Horn, também, não tinha equipamento suficiente para tocar na banda ao vivo e, então, passa a utilizar uma guitarra Gibson Lucile dada a ele por Gessinger. A banda ficou em turnê por quase 1 ano, quando entrou em férias e os empresários do grupo passaram a pressionar Humberto e Carlos para que promovossem mudanças, já que a sonoridade do grupo não estava agradando tanto nos shows quanto antes. Assim, oferecem o ex-guitarrista do RPM - Fernando Deluqui - para juntar-se ao grupo em abril de 1995, proposta que é aceita pelos dois membros fundadores. Como um quarteto, o grupo volta a excursionar pelo país. Agora, o projeto já era gravar um disco na metade do ano. No mês seguinte, mais um membro se junta à banda: Paulo Casarin, tecladista que havia tocado com diversos artistas da década de 1970 e tinha longa carreira acompanhando músicos. Com a formação em quinteto, o grupo faz um único show no início de julho antes de entrar em estúdio para gravar o novo álbum.
Com sessões de gravação no Rio de Janeiro e em Los Angeles, o novo álbum, produzido pelo famoso produtor Greg Ladanyi, é lançado em outubro de 1995. Simples de Coração é um disco com uma sonoridade bem diferente na carreira da banda: com diversas influências do regionalismo gaúcho e com guitarras pesadas, o álbum apresenta diversas influências esotéricas das leituras que Maltz vinha fazendo já há algum tempo, de Carl Gustav Jung e de astrologia. Além disso, o disco reflete a desconexão entre Humberto - que já estava trabalhando nas canções de seu primeiro disco solo - e Carlos - que demonstrava um novo protagonismo na banda, chegando a compor e cantar uma faixa no disco que não contava com qualquer participação do colega de banda. Gessinger não sentia confiança no trabalho, acreditando que as contribuições de Carlos "contaminavam" o som da banda e achando o disco "superproduzido". Ainda assim, o álbum contou com o lançamento de dois clipes - para "À Perigo" e "A Promessa" - vendendo rapidamente e atingindo em pouco mais de 1 mês a marca de 100 mil cópias, rendendo mais um disco de ouro à banda.
Apesar do sucesso, o grupo demonstrava falta de coesão, com Carlos caracterizando esta formação não como uma banda, mas como um bando. A agressividade e rudeza de Gessinger no trato com os colegas também renderam a ele o apelido de "cavalo". Esta formação da banda acabou também fazendo o único show dos Engenheiros sem Humberto, na casa de shows Moinho Santo Antônio, em São Paulo, no dia 26 de janeiro de 1996. Devido a uma falha no registro do check-in do hotel, o quarto registrado como sendo o de Gessinger era diferente daquele que ele realmente ocupava. Assim, na hora do show, banda e equipe não conseguiram localizá-lo, indo sem o vocalista para o local do show. A banda decidiu fazer o show sem Humberto, que estava no hotel achando que o show tinha atrasado - como de costume - e sem saber de nada. Os membros se revezaram nos vocais e diversos covers e jams foram realizados. Outro momento inusitado desta turnê aconteceu após um show em Curitiba, em que a banda esperava no aeroporto e, enquanto Humberto conversava e fazia piadas com um roadie, Carlos atravessou o saguão correndo e imobilizou o vocalista, quase desferindo um soco nele, mas desistindo na última hora. A relação entre os dois estava extremamente desgastada e Humberto já ensaiava com o grupo da sua carreira solo desde dezembro de 1995. Em janeiro de 1996, o trio gravaria uma demo, entrando em estúdio em junho do mesmo ano. Em agosto, ocorre o último show desta formação dos Engenheiros, com a banda entrando em hiato enquanto Humberto lança seu disco solo em setembro, saindo em turnê no mesmo mês. Carlos também lançaria um disco com um novo grupo, A Irmandade, no ano seguinte e de forma independente. A sua saída da banda seria amigável, com Humberto pagando para ele apenas aquilo que o baterista tinha pagado para Augusto. Os outros integrantes processariam o vocalista nos anos seguintes, entrando em acordos na justiça.

### Minuano: o recomeço
Reconhecendo que era inviável seguir com o nome da nova banda, Gessinger volta a admitir-se como um  Engenheiro do Hawaii. Para que haja alguma diferença entre o HG3 e o "novo" Engenheiros do Hawaii, ele convida Lúcio Dorfmann a assumir os teclados do grupo, configurando um novo som ao grupo, bem próximo ao pop que predominava no mercado musical da época. O disco Minuano, de 1997, marca a volta dos Engenheiros do Hawaii com este nome. O álbum mescla influências regionalistas, tecnologia e conta com arranjos de violino que lembram o folk, tornando este o disco mais leve e com a sonoridade mais vaga da banda. Emplaca o sucesso "A Montanha", além de outras belas canções como "Nuvem", "Faz Parte" e "Alucinação", uma cover para uma antiga canção de Belchior. O disco ainda marcou a saída dos Engenheiros do Hawaii da BMG. A saída se deu com o lançamento de um box em formato de lata, intitulado Infinita Highway, contendo o relançamento de todos os dez discos da banda até então. Todos foram remasterizados, com exceção dos dois últimos (Simples de Coração e Minuano foram gravados já para o formato CD).

### Tchau Radar
¡Tchau Radar!, de 1999, marca a entrada dos Engenheiros para a Universal Music Group e exibe uma maior maturidade do grupo, onde as influências musicais da banda ficam mais evidentes (folk rock, rock'n roll dos anos 60, rock progressivo e MPB) com belas composições de Gessinger, como "Eu Que Não Amo Você", "Seguir Viagem" e "3 X 4" além de duas covers: "Negro Amor" ("It's All Over Now Baby Blue", de Bob Dylan) e "Cruzada" (de Tavinho Moura e Marcio Borges), esta contando com arranjos de orquestra, como é comum em várias faixas do álbum.

### Destinos
Da turnê de ¡Tchau Radar!, surgiu o terceiro disco ao vivo da banda, e o décimo segundo de sua carreira: 10.000 Destinos ao Vivo. Novamente, Gessinger repassa o repertório consagrado da banda em novas versões divididas em um set acústico e um elétrico e conta com a participação de Paulo Ricardo, cantando "Rádio Pirata" do RPM, e do gaiteiro Renato Borghetti nas canções "Refrão de um Bolero" e "Toda Forma de Poder". Como faixas-bônus, gravadas em estúdio, acompanham as inéditas "Números" e "Novos Horizontes", além da regravação de "Quando o Carnaval Chegar", de Chico Buarque.

### Nova fase
Alguns meses após a apresentação no Rock in Rio III (2001), Lúcio, Adal e Luciano saem da banda e montam outro grupo, Massa Crítica, mudando novamente a formação dos Engenheiros. Lúcio, Adal e Luciano são substituídos por Paulinho Galvão (guitarra), Bernardo Fonseca (baixo) e Gláucio Ayala (bateria). Gessinger volta a tocar guitarra, após 14 anos responsável pelo contrabaixo dos Engenheiros. Com essa nova formação eles regravam algumas músicas da banda e lançam uma reedição de seu último disco, agora intitulado 10.001 Destinos ao Vivo. Duplo, traz as mesmas faixas do disco precursor, e novas versões de estúdio das canções "Novos Horizontes", "Freud Flinstone", "Nunca Se Sabe", "Eu Que Não Amo Você", "A Perigo", "Concreto e Asfalto" e "Sem Você".
Começava com esta formação, seguindo novamente o mercado musical (quando bandas mais pesadas começaram a ter mais espaço), de som mais limpo e pesado. Isso se confirma em 2002, com o lançamento do disco Surfando Karmas & DNA, disco que consolida a nova fase da banda, e que tem a participação especial do ex-Engenheiros Carlos Maltz na faixa "E-stória". São destaques do disco a faixa título e as canções "Terceira do Plural", "Esportes Radicais", "Ritos de Passagem" e "Nunca Mais". Há influência do punk rock e pop rock nas novas canções.

### Campo Minado
O disco seguinte, Dançando no Campo Minado, de 2003, mantém a regra: sonoridade muito similar ao seu antecessor com músicas curtas, guitarras pesadas e poesia crítica de Gessinger denunciando os males da globalização, da desilusão política e ideológica e da guerra, nas canções "Fusão a Frio", "Dançando no Campo Minado", "Dom Quixote" e "Segunda Feira Blues" (partes I e II, esta última novamente com a participação de Carlos Maltz), porém, convivendo com um certo otimismo na parte mais emotiva da vida. Emplaca nas rádios a canção "Até o Fim".

### Fase acústica

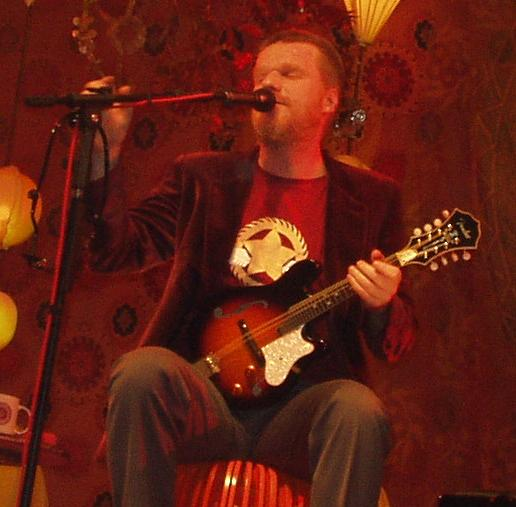
Show em Umuarama em setembro de 2005, durante a turnê do Acústico MTV

Em 2004, os Engenheiros do Hawaii lançaram o CD e DVD Acústico MTV. O acústico tem as participações especiais dos músicos Humberto Barros (órgão Hammond) e Fernando Aranha (violões). Este último já havia feito uma participação especial no disco anterior. O disco se diferencia dos demais por não trazer participações especiais, apenas "fraternais": Clara Gessinger, filha de Humberto, divide os vocais com o pai na canção "Pose" (executada com parte da letra cortada) e Carlos Maltz,  co-fundador e ex-baterista dos Engenheiros, que canta junto com Gessinger a canção "Depois de Nós", de sua autoria. Além dos grandes sucessos, como "Infinita Highway", "Somos Quem Podemos Ser" e "O Papa É Pop" e das canções recentes, como "Surfando Karmas & DNA" e "Até o Fim", o disco traz as canções "O Preço" e "Vida Real", ambas do álbum Humberto Gessinger Trio. Por fim, acrescentam-se ainda as canções inéditas "Armas Químicas e Poemas" e "Outras Frequências". Durante a turnê do Acústico, Paulinho Galvão deixa a banda e seu posto é assumido por Fernando Aranha. Nos teclados, por sua vez, o jovem Pedro Augusto assume o lugar de Humberto Barros, que já fazia parte da banda de apoio do Kid Abelha.
O novo disco, Acústico: Novos Horizontes, foi gravado nos dias 30 e 31 de maio de 2007, em São Paulo, no Citibank Hall, e foi lançado em agosto de 2007 com nove faixas inéditas, além de nove regravações. O disco quebrou a sequência de a cada 3 discos em estúdio, ser gravado um "ao vivo". Também foi palco de novas experiências para Gessinger, como a viola caipira que usa em algumas músicas do álbum. Segundo ele, "se tivesse que rever todas as obras dos Engenheiros do Hawaii, Novos Horizontes é o que não mexeria em nada". Destaque maior para as faixas inéditas "Guantánamo", "Coração Blindado", "No Meio de Tudo, Você" e "Quebra-Cabeça". No fim de 2007, o então baixista Bernardo Fonseca sai da banda e Humberto Gessinger assume o baixo. Desde então a banda voltou a utilizar guitarras em seus shows. No ano de 2008, após shows pelo Brasil inteiro, a banda termina a turnê acústica, começada em 23 de julho de 2004 com o lançamento do Acústico MTV.

### Atividades interrompidas
Junto com a turnê terminam, pelo menos temporariamente, as atividades d'os Engenheiros do Hawaii. O vocalista e líder da banda, Humberto Gessinger, declarou no site oficial da banda que os planos de retorno da banda são somente no ano de 2017.

## Características

### Autoironia e despretensão
Uma das principais características que o grupo possuía era um humor baseado na autoironia - fazer troça da própria condição ou das próprias intenções - e uma desconfiança dos discursos oficiais que estabeleciam estéticas, ainda que marginais (por exemplo, a ideia de como os membros de uma banda de rock deveriam se vestir, ou a divisão da juventude em tribos - por exemplo, os adeptos do punk, do pós-punk ou da new wave, na época da formação da banda). Assim, o próprio nome da banda pode ser visto desse modo - embora tivesse surgido de uma brincadeira com alunos de outro curso e com um estilo estético diferente: a união de duas palavras que não parecem ter nada em comum ("Engenheiros" e "Hawaii"), mas que, juntas, servia também como uma homenagem ao kitsch e uma desconstrução da própria ideia de mau-gosto. Neste sentido, a própria escolha do nome e diversas composições parecem fazer eco às ideias do arquiteto americano Robert Venturi - que tanto Gessinger como Maltz adoravam, ferrenho crítico da arquitetura moderna e famoso por responder ao lema "less is more" ("menos é mais") desta com "less is bore" ("menos é uma chatice").

## Integrantes

### Última formação
- Humberto Gessinger: voz, baixo, guitarra, violão, bandolim, viola caipira, acordeão, midi pedalboard, harmônica e piano (1985 - 1996; 1997 - 2008)
- Fernando Aranha: guitarra e violão (2004 - 2008)
- Pedro Augusto: teclados (2005 - 2008)
- Gláucio Ayala: bateria, vocal de apoio (2001 - 2008)

### Ex-integrantes
- Carlos Stein: guitarra (1985)
- Marcelo Pitz: baixo (1985 - 1987)
- Carlos Maltz: bateria, percussão e vocais (1985 - 1996)
- Augusto Licks: guitarra, harmônica, violão, teclados e midi pedalboard (1987 - 1994)
- Ricardo Horn: guitarra (1994 - 1996)
- Fernando Deluqui: guitarra e violão (1995 - 1996)
- Paulo Casarin: teclados e acordeão (1995 - 1996)
- Luciano Granja: guitarra (1997 - 2001)
- Adal Fonseca: bateria (1997 - 2001)
- Lucio Dorfman: teclados (1997 - 2001)
- Paulinho Galvão: guitarra (2001 - 2005)
- Bernardo Fonseca: baixo (2001 - 2007)

## Discografia

### Álbuns de estúdio
| Ano  | Álbum                                | Gravadora                         |
| ---- | ------------------------------------ | --------------------------------- |
| 1986 | Longe Demais das Capitais            | RCA através do selo RCA-Victor    |
| 1987 | A Revolta dos Dândis                 | RCA através do selo Plug          |
| 1988 | Ouça o que Eu Digo: Não Ouça Ninguém | BMG através do selo Plug          |
| 1990 | O Papa É Pop                         | BMG através do selo RCA-Victor    |
| 1991 | Várias Variáveis                     | BMG através do selo RCA-Victor    |
| 1992 | Gessinger, Licks & Maltz             | BMG através do selo RCA-Victor    |
| 1995 | Simples de Coração                   | BMG através do selo RCA-Victor    |
| 1997 | Minuano                              | BMG através do selo Ariola        |
| 1999 | ¡Tchau Radar!                        | Universal através do selo Mercury |
| 2002 | Surfando Karmas & DNA                | Universal através do selo Mercury |
| 2003 | Dançando no Campo Minado             | Universal através do selo Mercury |